# Casa a Natale
Casa a Natale è un singolo del cantautore italiano Tiziano Ferro, pubblicato l'11 dicembre 2020 come sesto estratto dal settimo album in studio Accetto miracoli.

## Descrizione
Nona traccia del disco, il brano è stato scritto dallo stesso Ferro in collaborazione con Giordana Angi. La canzone è stata anche adattata in lingua spagnola da Diego Galindo Martínez, con il titolo A casa en Navidades, ma non estratta come singolo dell'album Acepto milagros.
L'ingresso del brano in rotazione radiofonica è stato annunciato il 7 dicembre 2020 attraverso i profili social dell'artista. Si tratta di una ballata che analizza i pensieri e gli stati d'animo che possono ricorrere durante il periodo delle festività natalizie.

## Video musicale
Il videoclip, diretto da Drew Stewart, è stato pubblicato il 14 dicembre 2020 sul canale YouTube del cantautore.